# 蓋利博盧

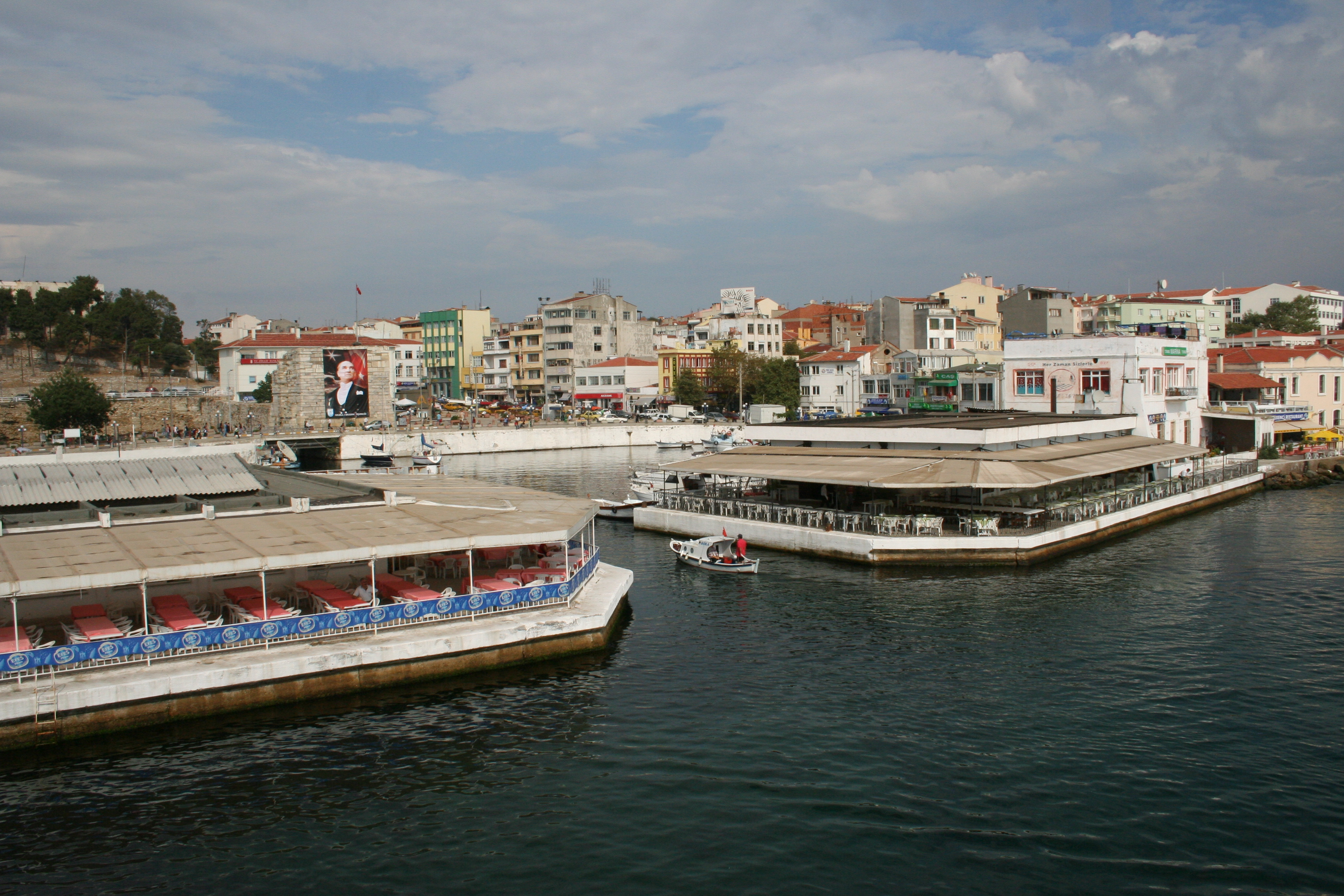

蓋利博盧（土耳其語：Gelibolu），或稱加里波利（希臘語：Καλλίπολις，意为“美丽的城市”），是土耳其的城鎮，由恰納卡萊省負責管轄，位於該國西北部，始建於公元前5世紀，面積825平方公里，處於海拔水平面，2010年人口22,832。

## 外部連結
- Web pages related with Gelibolu （页面存档备份，存于）
- Web pages related with Gelibolu （页面存档备份，存于）

40°25′N 26°40′E / 40.417°N 26.667°E